# Dnevnik genija
Dnevnik genija (špansko Diario de un genio) je avtobiografski roman in dnevnik španskega slikarja Salvadorja Dalija. Knjiga je prvič izšla leta 1964 v Španiji. V slovenščino jo je prevedla Jasmina Arambašič, prevod pa je izšel leta 2004 pri založbi Tangram.

## Vsebina
Knjiga je dnevnik španskega slikarja Salvadorja Dalija, ki nas popelje v nenavadni svet v njegovi glavi.  Vnosi v dnevnik, ki obsegajo obdobje od leta 1952 do leta 1963, opisujejo njegov čudaški vsakdanjik, njegovo razmišljanje, odnos z Galo, ideje, ki se skrivajo za njegovimi umetniškimi stvaritvami in njegove nenavadne obsedenosti z za nas vsakdanjimi predmeti, kot so ribje luske ali nosorogov rog.

## Izdaje in prevodi
- Španska izdaja romana iz leta 1992 (COBISS)
- Slovenska izdaja romana iz leta 2004 (COBISS)